# الفضول قتل القطة

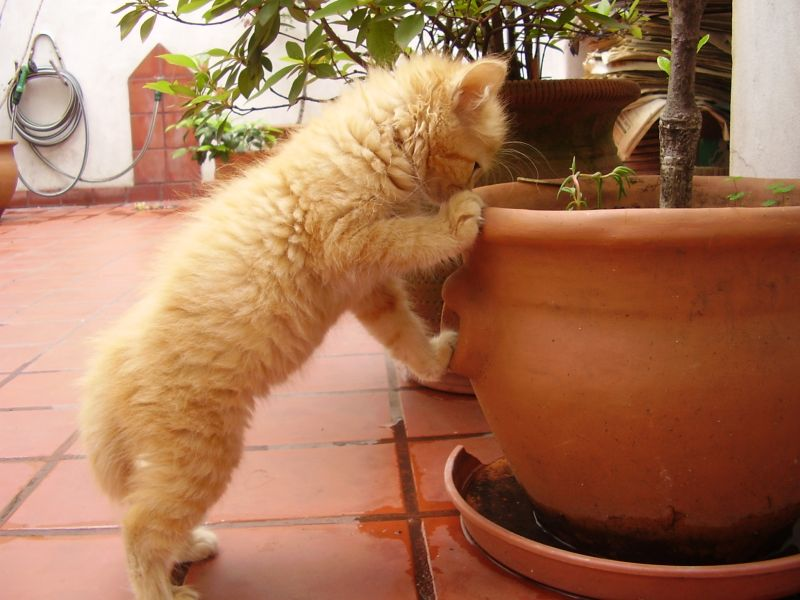
قطة فضولية

الفضول قتل القطة (بالإنجليزية: Curiosity killed the cat)‏ مثل إنجليزي يضرب للتحذير من الفضول الذي قد يقود لضرر.

## الأصل
في رواية عن أصل مثل الفضول قتل القط، قيل أن المعني بالفضول هنا هو الإنسان، القصة تحكي عن العالم الفيزيائي شرودنجر الذي كان لديه قطة وقام بوضعها داخل صندوق ووضع معها عبوة متفجرة تكفي لقتل القطة، وأغلق الصندوق عليها. فأصبحت النظرية تقول ما لم يفتح شرودنجر الصندوق فهناك احتمال 50% بأن القطة ما زالت حية وهناك احتمال 50% أن القطة قد ماتت بالمتفجرات أو الغاز السام. فعلى هذا خرج مثل
«الفضول قتل القطة» بمعنى درجة فضول العالم شرودنجر أو الإنسان عمومًا خطرت بوضع القطة مع متفجرات فقط ليختبر هذه النظرية.
أول إشارة في مسرحية للبريطاني بن جونسون والتي شارك شكسبير بتمثيلها عام 1598 وفيها «القلق سيقتل القطة» وقد استخدم شكسبير قولًا مماثلًا في مسرحية لاحقة. لا يعرف بدقة أصل المثل بشكله الحالي لكن أول مرجع مطبوع بشكل شبيه ظهر في قصة قصيرة عام 1909 وبالشكل الحالي في الواشنطن بوست عام 1916 في الخبر التالي:
دعيت أربعة أقسام من حكومة مدينة نيويورك لإنقاذ قط
1. قسم الشرطة
2. قسم الإطفاء
3. قسم الصحة
4. قسم البناء»

وبعد جهد كبير أنقذ القط لكن بسبب إصابة توفي بعد عشر دقائق.